# Così per gioco
Così per gioco è uno sceneggiato televisivo di genere giallo e poliziesco in cinque puntate, diretto da Leonardo Cortese. Prodotto dalla Rai, è andato in onda per la prima volta sulla Rete 1 (l'odierna Rai 1) in prima serata dal 17 febbraio al 17 marzo 1979. I cinque episodi della serie televisiva sono stati sceneggiati da Mario Casacci e da Alberto Ciambricco. La colonna sonora venne realizzata da Filippo Trecca e pubblicata su disco a nome Aquarium Sounds.

## Trama
Mentre si sta recando al convento per parlare con padre Felice, Sandro Tommasi ha un incidente d'auto in cui perde la vita. Incidente o omicidio? Le indagini del commissario Selvaggi si indirizzano verso un gruppo di amici dediti al gioco d'azzardo. Una sera mentre sono riuniti intorno al tavolo da gioco, essi subiscono una rapina nella quale uno di loro, il pittore D'Armini, resta ferito gravemente. D'accordo tra loro i quattro giocatori si organizzano per fare sì che l'amico ferito venga ritrovato dalla polizia e soccorso. Lo abbandonano così lungo la strada della Valle dell'Orso e da lì chiamano il 113. Il giorno seguente, però, nessuno sembra parlare del ritrovamento di D'Armini il quale sembra misteriosamente scomparso...

## Riprese
Le riprese sono state eseguite in Abruzzo, a Tagliacozzo.